# Иннокентий (Орлов)
Архимандри́т Инноке́нтий (в миру Ива́н Ива́нович Орло́в; 1798—1870) — архимандрит Русской православной церкви.

## Биография
Иван Орлов родился в 1798 году в селе Батурино Мещовского уезда Калужской губернии Российской империи в семье дьячка. Успешно окончил курс в Калужской духовной семинарии.

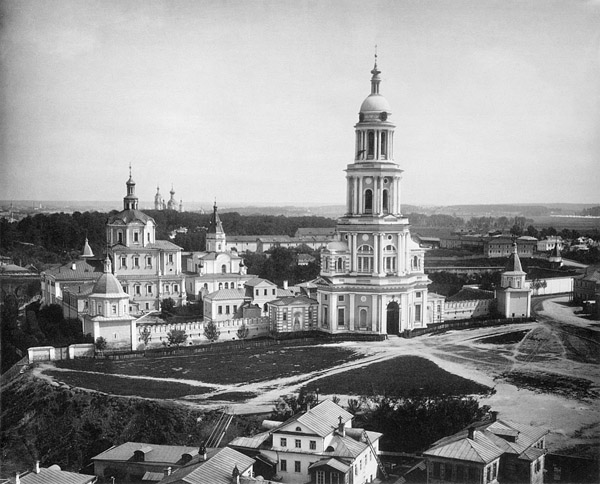
Андроников монастырь (1883)

В 1820 году был рукоположён во священника. Овдовев в ноябре 1828 года, Иван Орлов поступил в братство Калужского архиерейского дома, а в 1829 году перешёл в Троице-Сергиеву лавру; 21 декабря 1829 года постригся в монашество с именем Иннокентия и был назначен библиотекарем, лаврским благочинным и членом духовного собора.
В 1830 году Иннокентий (Орлов) стал духовником митрополита Филарета. 23 марта 1841 года возведён в сан архимандрита и назначен настоятелем Можайского Лужецкого монастыря; в 1854 году был перемещен настоятелем Московского Знаменского монастыря, в 1859 году направлен в Богоявленский монастырь, а 9 июня 1863 года стал настоятелем Спасо-Андроникова монастыря Московской епархии.
Иннокентий (Орлов) реставрировал старинные палаты бояр Романовых, возобновлял, украшал и возводил другие постройки, умея привлекать многочисленные пожертвования; на бедных московских семинаристов назначил ежегодную субсидию от монастыря.
По отзывам современников, «его прекрасный, высокий характер снискал ему общую любовь и уважение».
Иннокентий (Орлов) скончался 9 февраля 1870 года в Спасо-Андрониковом монастыре.